# Seszele na Letnich Igrzyskach Olimpijskich 2000
Seszele na Letnich Igrzyskach Olimpijskich 2000 reprezentowało 9 zawodników, 6 mężczyzn i 3 kobiety.

## Skład kadry

### Judo
Mężczyźni
- Francis Labrosse

### Lekkoatletyka
Mężczyźni
- Lucas Nelson

bieg na 100 m (odpadł w 1 rundzie eliminacji)
Kobiety
- Joanna Houareau

bieg na 100 m (odpadła w 1 rundzie eliminacji)

### Pływanie
Mężczyźni
- Kenny Roberts

100 m stylem dowolnym (odpadł w eliminacjach)
- Benjamin Lo-Pinto

100 m stylem grzbietowym (odpadł w eliminacjach)

### Podnoszenie ciężarów
Kobiety
- Sophia Vandagne

### Żeglarstwo
Mężczyźni
- Jonathan Barbe

klasa Mistral (35. miejsce)
- Allan Julie

klasa Laser (28. miejsce)
Kobiety
- Endra Ha-Tiff

klasa Mistral (29. miejsce)